# پیام آرسیبو

تصویر بالا نشان‌دهنده متن پیام در حالت گرافیکی است که رنگ‌آمیزی شده است تا قسمت‌های مختلف پیام قابل تمیز دادن باشند. پیام اصلی که در حالت دودویی مخابره شد، اطلاعات مربوط به رنگ‌بندی را در برنداشت.

پیام آرسیبو پیامی بود که در تاریخ ۱۶ نوامبر ۱۹۷۴ در شهر پورتو ریکو، در مراسمی به مناسبت بازسازی مجدد تلسکوپ آرسیبو، به تعداد یک بار و از طریق امواج رادیویی فرکانس ماژوله‌شده، به فضا مخابره شد. این پیام، خوشه ستاره مسیه ۱۳ را نشانه گرفته بود که حدود ۲۵٫۰۰۰ سال نوری دورتر بود، انتخاب مسیه ۱۳ به این دلیل بود که مسیه ۱۳ یک مجموعه بزرگ و نزدیک از ستاره‌ها بود که در آن زمان و در محل برگزاری مراسم در آسمان وجود داشت. این پیام از ۱٫۶۷۹ رقم دودویی تشکیل شده بود که حجم تقریبی آن ۲۱۰ بایت بود. پیام در فرکانس ۲٫۳۸۰ مگاهرتز، با شیفت ۱۰ هرتزی فرکانس و با توان ۱٫۰۰۰ کیلووات به فضا ارسال شد. «یک‌ها» و «صفرهای» پیام با فرکانسی با شیفتی با نرخ ۱۰ بیت بر ثانیه ارسال شدند. کل زمان مخابره حدود ۳ دقیقه طول کشید. کاردینال ۱٫۶۷۹ به این خاطر انتخاب شد که این عدد یک عدد نیم‌ اول است (عدد که از حاصلضرب دو عدد اول به دست می‌آید) تا بتوان آن را به صورت مستطیلی در ۷۳ سطر و ۲۳ ستون مرتب کرد. در صورتی که پیام در ۷۳ ستون و ۲۳ سطر مرتب شود، نتیجه درهم و برهم و بی‌معنی خواهد بود. پس از رمزگشایی پیام و تبدیل کردن کاراکترها و فضاهای خالی آن به حالت گرافیکی، تصویر روبرو پدید خواهد آمد. دکتر فرانک دریک خالق معادله دریک به همراه کارل سیگن (کارل ساگان) و افراد دیگر این پیام را نگاشته‌اند. پیام از هفت بخش تشکیل شده و موارد زیر در آن به صورت رمزی نگاشته شده‌اند:
- اعداد از یک تا ده
- عدد اتمی عناصر هیدروژن، کربن، نیتروژن، اکسیژن و فسفر که سازنده  دئوکسی‌ریبو نوکلئیک‌ اسید (یا همان DNA) هستند.
- فرمول‌های  شکر و باز موجود در نوکلئوتید های دی‌ان‌ای
- تعداد نوکلئوتیدهای دی‌ان‌ای و تصویری از ساختار مارپیچ دوگانه‌ای دی‌ان‌ای
- یک پیکره تصویری از انسان، قد یک انسان متوسط، و جمعیت انسان‌ها در کره زمین
- تصویری از منظومه شمسی
- تصویری از تلسکوپ رادیویی آرسیبو و اندازه قطر بشقاب آنتن آن

از آنجا که ۲۵٫۰۰۰ سال طول می‌کشد تا پیام به مقصد نهایی خود برسد (و همین‌طور یک ۲۵٫۰۰۰ سال دیگر برای دریافت کردن پاسخ آن)، پیام آرسیبو بیشتر نشان‌دهنده پیشرفت و دست‌آوردهای انسان در حوزه فناوری بود تا یک تلاش واقعی برای گفتگو کردن با موجودات فرازمینی. در حقیقت، ستاره‌های مسیه ۱۳ که پیام برای آنان ارسال شده، وقتی که پیام به آنجا می‌رسد، دیگر در آنجا قرار نخواهند داشت و در جای دیگری خواهند بود. بر طبق گفته نشریه Cornell News که در ۱۲ نوامبر ۱۹۹۹ منتشر شده بود، هدف اصلی پیام برقرار کردن ارتباط با موجودات فرازمینی نبود، بلکه هدف آن تنها نشان دادن قابلیت‌های تجهیزات جدیدی نصب شده در آنجا بود .

## توضیح

### اعداد
```
1 2 3 4 5 6 7 8 9 10
----
0 0 0 1 1 1 1 00 00 00
0 1 1 0 0 1 1 00 00 10
1 0 1 0 1 0 1 01 11 01
X X X X X X X X X X <-least-significant-digit marker
```

اعداد از یک تا ده که در مبنای ۲ (یا همان باینری) نشان داده شده‌اند. سطر آخر شروع هر عدد را نشان می‌دهد.
حتی با این فرض که گیرندگان پیام قادر به درک کردن و فهمیدن اعداد باینری هستند، اعداد ممکن است به خاطر نحوه نوشتن آنها بلافاصله و سریعاً قابل تشخیص نباشند. برای خواندن هفت رقم اول، سطر زیرین را نادیده بگیرید و آنها را به صورت یک عدد سه رقمی از بالا به پایین بخوانید، به طوری که رقم موجود در بالا، پرارزش‌ترین رقم است. پایین هر رقم هم علامتی قرار داده شده که بیت کم ارزش را مشخص می‌کند. خواندن اعداد ۸ و ۹ و ۱۰ کمی متفاوت است و این اعداد در دو ستون نشان داده شده‌اند، چرا که تعداد ارقام این اعداد است و در یک ستون ۳ رقمی نمی‌توان آنها را جا داد. تنها یکی از ستون‌ها علامت بیت ارزش ارقام را دارد.

### عناصر DNA
```
H C N O P
1 6 7 8 15
----
0 0 0 1 1
0 1 1 0 1
0 1 1 0 1
1 0 1 0 1
X X X X X
```

اعداد ۱ و ۶ و ۷ و ۸ و ۱۵ نشان داده شده‌اند. این‌ها اعداد اتمی هیدروژن (H)، کربن (C)، نیتروژن (N)، اکسیژن (O) و فسفر (P) هستند که DNA را تشکیل می‌دهند. اعداد ۸ و ۱۵ به جای اینکه در دو ستون همانند بالا نوشته شوند، در یک ستون نوشته شده‌اند.

## نوکلئوتیدها
| Part 3 — The nucleotides of DNA |                   |                  |                     |  |
| دئوکسی‌ریبوز (C5H7O)             | آدنین (C5H4N5)    | تیمین (C5H5N2O2) | Deoxyribose (C5H7O) |  |
| فسفات (PO4)                     |                   |                  | Phosphate (PO4)     |  |
| Deoxyribose (C5H7O)             | سیتوزین (C4H4N3O) | گوانین (C5H4N5O) | Deoxyribose (C5H7O) |  |
| Phosphate (PO4)                 |                   |                  | Phosphate (PO4)     |  |
|                                 |                   |                  |                     |  |

نوکلئوتیدها به صورت دنباله‌ای از ۵ اتم نشان دادن شده‌اند. هر دنباله نشان‌دهنده فرمول شیمیایی یک نوکلئوتید است. این فرمول، نوکلئوتید مورد نظر را در حالتی که در داخل DNA گنجانده شده نمایش می‌دهد (نه در حالتی که نوکلئوتید در حالت آزاد قرار دارد).
برای مثال، فرمول شیمیایی نوکلئوتید deoxyribose، وقتی که در DNA قرار دارد C5H7O است و وقتی که در حالت آزاد و خارج از DNA قرار دارد C5H10O4 است. این نوکلوئید در گوشه بالای سمت چپ تصویر به صورت زیر نمایش داده شده است:
```
11000
10000
11010
XXXXX
----
75010
```

که نشان‌دهنده ۷ اتم هیدروژن، پنج اتم کربن، صفر اتم نیتروژن، یک اتم اکسیژن و صفر اتم فسفر است.

### مارپیچ دوگانه
```
11
11
11
11
11
01
11
11
01
11
01
11
10
11
11
01
X
```

```
1111111111110111 1111101101011110 (binary)
= 4,294,441,822 (decimal)
```

مارپیچ دوگانه DNA هم در این پیام رسم شده است. نوار عمودی نشان‌دهنده تعداد نوکلئوتیدهاست که حدود ۴٫۳ میلیارد است که در سال ۱۹۷۴ تصور می‌شد رقم درستی است، اما امروزه اعتقاد بر این است که حدود ۳٫۲ میلیارد جفت پایه در ژن انسان وجود دارد.

### انسان
```
 X011011
 111111
X0111 110111
 111011
 111111
 110000
```

```
1110 (binary) = 14 (decimal)
```

```
X011011
 111111
 110111
 111011
 111111
 110000
```

```
000011 111111 110111 111011 111111 110110 (binary)
= 4,292,853,750 (decimal)
```

شکلی که در وسط قرار دارد یک انسان را نشان می‌دهد. شکلی که در سمت چپ قرار دارد قد یک انسان متوسط را نشان می‌دهد: ۱٫۷۶۴ متر. این عدد متناظر با عدد ۱۴ نوشته شده به صورت افقی، ضربدر طول موج پیام (126 mm) است. شکل سمت راست هم جمعیت دنیا در سال ۱۹۷۴ را نشان می‌دهد که حدود ۴٫۳ میلیارد بود. این عدد در مبنای دو و به صورت پیوسته نوشته شده است. پر ارزش‌ترین بیت در گوشه پایین سمت راست قرار دارد. علامت نشان‌دهنده بیت کم ارزش هم در گوشه بالا سمت چپ قرار دارد.

### سیارات
```
 زمین
خورشید عطارد زهره مریخ مشتری 
زحل
 اورانوس نپتون پلوتون
```

منظومه شمسی و سیارات منظومه شمسی، به ترتیب موقعیت‌شان نسبت به خورشید هم در پیام نشان داده شده‌اند: عطارد، زهره، زمین، مریخ، مشتری، زحل، اورانوس، نپتون و پلوتون. از آن هنگام تا کنون، پلوتون به عنوان یک سیاره کوتوله دسته‌بندی می‌شود، اما در دوره‌ای که پیام مخابره شد، آن را یک سیاره کامل به حساب می‌آوردند.
زمین که سومین سیاره منظومه شمسی است، کمی بالاتر رسم شده تا به عنوان سیاره‌ای که پیام از آن مخابره شده، از دیگر سیارات متمایز شود. همچنین تصویر انسان هم در جایی قرار گرفته که به نظر می‌رسد انسان بر روی کره زمین «ایستاده است».

### تلسکوپ
آخرین بخش پیام، تلسکوپ آرسیبو را به همراه قطرش نشان می‌دهد: ۲٬۴۳۰ ضربدر طول موج 306.18 m. عدد به صورت افقی نوشته شده است که نشانه بیت کم ارزش در پایین سمت راست قرار دارد. در قسمتی از تصویر حرفی شبیه M دیده می‌شود و این به این خاطر است که خواننده پیام بداند که خط خمیده نشان‌دهنده آیینه (mirror) کوژ است.

## متن پیام به صورت یک رشته دو دویی

پیام آرسیبو در حالت ۲۳ سطر و ۷۵ ستون. پیام در این حالت مجموعه‌ای از اشکال درهم و برهم است و معنی خاصی ندارد.

متن کامل پیام در زیر آورده شده است:
```
00000010101010000000000
00101000001010000000100
10001000100010010110010
10101010101010100100100
00000000000000000000000
00000000000011000000000
00000000001101000000000
00000000001101000000000
00000000010101000000000
00000000011111000000000
00000000000000000000000
11000011100011000011000
10000000000000110010000
11010001100011000011010
11111011111011111011111
00000000000000000000000
00010000000000000000010
00000000000000000000000
00001000000000000000001
11111000000000000011111
00000000000000000000000
11000011000011100011000
10000000100000000010000
11010000110001110011010
11111011111011111011111
00000000000000000000000
00010000001100000000010
00000000001100000000000
00001000001100000000001
11111000001100000011111
00000000001100000000000
00100000000100000000100
00010000001100000001000
00001100001100000010000
00000011000100001100000
00000000001100110000000
00000011000100001100000
00001100001100000010000
00010000001000000001000
00100000001100000000100
01000000001100000000100
01000000000100000001000
00100000001000000010000
00010000000000001100000
00001100000000110000000
00100011101011000000000
00100000001000000000000
00100000111110000000000
00100001011101001011011
00000010011100100111111
10111000011100000110111
00000000010100000111011
00100000010100000111111
00100000010100000110000
00100000110110000000000
00000000000000000000000
00111000001000000000000
00111010100010101010101
00111000000000101010100
00000000000000101000000
00000000111110000000000
00000011111111100000000
00001110000000111000000
00011000000000001100000
00110100000000010110000
01100110000000110011000
01000101000001010001000
01000100100010010001000
00000100010100010000000
00000100001000010000000
00000100000000010000000
00000001001010000000000
01111001111101001111000
```